# Leuckartella paradoxa
Leuckartella paradoxa is een eenoogkreeftjessoort. De wetenschappelijke naam van de soort is voor het eerst geldig gepubliceerd in 1891 door Edwards.